# Smykování
Smykování je zemědělská operace při zpracování půdy. Jejím hlavním cílem je urovnání povrchu po orbě, drcení a zatlačení hrud, kypření půdy a ničení plevele. Tato operace se provádí smykem.

## Druhy smyků
- prstencový
- kombinovaný deskový smyk s těžkými branami natupo

## Konstrukce deskového smyku
Dvě desky za sebou, první deska ozubená s nastavitelným sklonem.